# Badminton 1958
Höhepunkte des Badmintonjahres 1958 waren der Thomas Cup mit dem Sieger Indonesien sowie die All England, die Irish Open, die Scottish Open, die German Open, die Dutch Open und die French Open. In Österreich und Kambodscha wurden erstmals nationale Titelkämpfe ausgetragen.
==Internationale Veranstaltungen ==
| Veranstaltung | Herreneinzel       | Dameneinzel          | Herrendoppel                          | Damendoppel                        | Mixed                       |
| ------------- | ------------------ | -------------------- | ------------------------------------- | ---------------------------------- | --------------------------- |
| All England   | Erland Kops        | Judy Devlin          | Erland Kops Poul-Erik Nielsen         | Margaret Varner Heather Ward       | Tony Jordan June Timperley  |
| French Open   | Peter Knack        | Pratuang Pattabongse | Atte Nyberg Rolf Olsson               | Pratuang Pattabongse Julie Charles | Rolf Olsson Ingrid Dahlberg |
| German Open   | Ferry Sonneville   | Gisela Ellermann     | Hugh Findlay John Timperley           | Gisela Ellermann Hannelore Schmidt | Bo Nilsson Amy Pettersson   |
| Malaysia Open | Charoen Wattanasin | Pachara Pattabongse  | Charoen Wattanasin Kamal Sudthivanich | Tan Gaik Bee Lim Kit Lin           | Lim Say Hup Tan Gaik Bee    |